# Zcash
Zcash (ZEC) — криптовалюта з відкритим вихідним кодом, орієнтована на конфіденційність та похідна від кодової бази Біткойну, з головною інновацією додавання зашифрованого реєстру з використанням доказів нульового розголошення. Розроблена компанією Zerocoin Electric Coin Company, що забезпечує конфіденційність і вибіркову прозорість транзакцій.
Транзакції можуть бути прозорими, подібними до транзакцій bitcoin, або вони можуть бути захищеними транзакціями, які використовують тип доказу нульового розголошення для забезпечення анонімності в транзакціях. Монети Zcash знаходяться або в прозорому пулі, або в захищеному пулі.
Платежі Zcash публікуються в загальнодоступному ланцюжку блоків, але відправник, одержувач та сума транзакції можуть залишатися приватними. Торговий символ Zcash, ZEC, не є офіційним ISO 4217. Як і Біткойн, Zcash має фіксований загальний запас в 21 мільйон одиниць. Вперше валюта анонсована 20 січня 2016 року.
Рівень анонімності Zcash відзначають відомі компанії і особистості. Наприклад, WikiLeaks почала приймати пожертви у Zcash, Едвард Сноуден назвав криптовалюту найцікавішою альтернативою Біткойну, а Європол офіційно висловив занепокоєння з приводу росту популярності криптовалюти.
Іншими популярними анонімними криптовалютами із схожим призначенням є Monero і Dash.

## Історія
У 2014 році був розроблений протокол «Zerocash» у співпраці розробників Zerocoin в Університеті Джона Хопкінса і групами криптографів з Массачусетського технологічного інституту, Технологічного інституту Ізраїлю і Тель-Авівського університету, які разом змогли покращити початковий дизайн, зробивши його більш ефективним і більш приватним.
| Ліві лапки | Завдяки новому протоколу Zerocash, на відміну від Zerocoin, користувачі можуть здійснювати прямі платежі один одному за допомогою значно більш ефективного криптографічного протоколу, який також приховує суму платежу, а не тільки його походження».> | Праві лапки |

Проєкт Zcash був офіційно оголошений генеральним директором Зуко Вілкоксом (Zooko Wilcox) 20 січня 2016 року як еволюція існуючого проєкту Zerocoin (робота Метью Гріна, Яна Майєра, Христини Гарман, Авиэль Д. Рубін, в Університеті Джонса Хопкінса, факультет комп'ютерних наук).
З використанням нового протоколу була випущена монета, яка більше не є «доповненням» до оригінального біткойну, а стала новою повноцінною цифровою валютою — Zcash (ZEC).
Майнінг ZEC почався в 17:10 за лондонським часом з випуском релізу 1.0.0 «Sprout» 28 жовтня 2016 року.

## Використання
Zcash використовується як криптовалюта, орієнтована на конфіденційність, що дозволяє користувачам надсилати захищені (приватні) або прозорі (публічні) транзакції. Захищені транзакції використовують докази нульового розголошення для збереження конфіденційності відправника, одержувача та сум транзакцій. Станом на липень 2025 року приблизно 20 % від загального запасу монет ZEC утримується в захищених адресах.
Zcash використовує механізм консенсусу Proof-of-Work, подібний до Bitcoin. Винагороди за блок розподіляються між майнерами та фондом розвитку Zcash: 80 % винагород отримують майнери, тоді як 20 % виділяються для підтримки розвитку Zcash.

## Обмін
Головною особливістю Zcash є можливість відправки по-справжньому прихованих платежів, в яких забезпечується високий рівень безпеки та анонімізації. Завдяки протоколу Zero-Knowledge в блокчейн не потрапляє повна відкрита інформація про транзакції.
Існують 2 типи адрес: z-адреса, яка захищена протоколом докази нульового розголошення і є анонімною і t-адреса, яка є публічною. На сьогоднішній день 95 % ZEC адрес є відкритими.
ZEC є відносно швидким блокчейном. Середній час формування нового блоку становить приблизно 2.5 хвилини, це в кілька разів швидше, ніж у Bitcoin. Розробники планують удосконалити програмне забезпечення і навіть перейти на повністю новий блокчейн в майбутньому, зменшивши складність Майнінг. Це дозволить скоротити час на підтвердження однієї транзакції до 1-5 хвилин.
Криптовалюта Zcash отримала велику популярність не тільки завдяки анонімності. Багато користувачів оцінили вкрай низьку комісію на переклади. Наприклад, за 2019 рік вона не перевищувала 0.0007 долара, а середній показник лежав в межах 0.0001 долара.

## Зусилля з масштабування
Zcash еволюціонував через три основних захищених пули, кожний з яких є більш приватним і масштабованим, ніж попередній.

### Sprout (2016): Прототип
- Перший ланцюжок конфіденційності з використанням zk-SNARKs.
- Вимагав «церемонії довіреної установки», яка відомо залучала Едварда Сноудена.
- Важкий: потребував 3ГБ оперативної пам'яті на транзакцію. Не підходив для мобільних пристроїв.
- Якби установку було скомпрометовано, нескінченні монети могли б бути створені непомітно.

### Sapling (2018): Реальна зручність
- У 100 разів ефективніше: нарешті придатний для використання на телефонах.
- Запровадив ключі перегляду, диверсифіковані адреси та підтримку легких клієнтів.
- Довірена установка все ще потрібна, але цього разу з сотнями учасників у двофазній церемонії (Powers of Tau[10]). Більш децентралізована, але все ще якір довіри.

Sapling все ще підтримується, але припиняється. Новий UX направляє користувачів від нього.

### Orchard (2022): Довіра не потрібна
- Побудований на Halo 2: система ZK без довіреної установки, рекурсивних доказів.
- Без церемоній. Без припущень. Без якорів довіри.
- Підтримує пакетування, ZK rollups та ефективну синхронізацію на мобільних пристроях.

Orchard є стандартом у сучасних гаманцях Zcash сьогодні.

## Оновлення мережі
Перше оновлення мережі Zcash було здійснено через hard fork на номері блоку 347500, який відбувся 25 червня 2018 року. Була введена нова функція, яка дозволила користувачам налаштовувати час закінчення терміну дії транзакцій. П'ять пропозицій щодо покращення Zcash, а саме 143, 200, 201, 203, були реалізовані. Це оновлення також покращило перевірку підписів, що допомогло підвищити швидкість транзакцій.
З того часу мережа Zcash пройшла кілька значних оновлень, включаючи впровадження протоколу Sapling у 2018 році та згодом протоколу Orchard у 2022 році. У 2025 році мережа продовжує розвиватися з постійними покращеннями конфіденційності, масштабованості та зручності використання, з сучасними гаманцями, такими як Zashi, що пропонують конфіденційність за замовчуванням та приблизно 20 % від загального запасу ZEC, що утримується в захищених адресах.